# デイリー・テレグラフ
デイリー・テレグラフ（The Daily Telegraph）は、1855年に創刊されたイギリスの一般紙サイズの新聞であり、オンライン上では『ザ・テレグラフ（The Telegraph)』として配信される。姉妹紙の『サンデー・テレグラフ （The Sunday Telegraph）』は、1961年に創刊。

## 概要
『タイムズ』『ガーディアン』とともに「高級紙」の代表格とされるが、ゴシップなど砕けた内容の記事は他と比べてやや多い。イデオロギー的には保守に属し、権威主義と自由主義に対しては中道に分類される。『The Spectator』より自由主義的で、『エコノミスト』よりは伝統主義的。保守党との関係が深く、個人的繋がりを持っているジャーナリストが多い。また、ウィリアム・ヘイグやノーマン・テビットのような保守党重鎮がコラムニストとして参加している。保守党の有力政治家であり、元首相のボリス・ジョンソンは『デイリー・テレグラフ』の出身である。推理小説作家のヘンリー・クリストファー・ベイリーも同社のリーダー・ライターだった。
同じく保守的な論調を張るタブロイド紙の『デイリー・メール』を擁護しがちだと指摘されたことがあり、しばしば「Daily Torygraph（保守党日報）」や「Maily Telegraph（デイリー・メール通信）」などと揶揄される。
2018年に、『ガーディアン』によって『デイリー・テレグラフ』が『毎日新聞』や『ニューヨーク・タイムズ』などとともに、中国政府系の英字新聞『チャイナデイリー』が制作した小冊子「チャイナウォッチ」を折込広告として頒布していることが報じられた。ガーディアンはその折込の見出しを引用して「古典的なプロパガンダ手法」と批判し、有名新聞に折り込むことで信憑性を借り受けようとしている可能性を指摘している。2020年、『ガーディアン』は『チャイナウォッチ』および『人民網』からの引用記事が『デイリー・テレグラフ』のウェブサイトから削除されたことを報じた。

### 疑似科学の発信
気候変動やCOVID-19など、科学に関して誤解を招く記事を定期的に発信している。
「小氷期が2030年までに到来する」「気候変動は多くの点で良いことである」をはじめ、気候変動に関する記事は、気候学者から「不正確」「元の研究を誤って伝えている」などの批判を受けている。デスモッグの調査によると、2023年に『デイリー・テレグラフ』が発信した171本の環境問題の記事のうち、85%は気候変動の科学、政策、社会運動を攻撃するものであったことが判明している。
2020年7月に「ロックダウンは無意味であり、COVID-19に罹患することでイギリスは集団免疫を達成できる」と主張した記事に対して、IPSOは「誤解を招く」として、訂正を求めた。

## 歴史
『デイリー・テレグラフ』を創刊したスレイ大佐は、短期間経営した後初代バーナム男爵に売却し、バーナムの息子は初代カムローズ子爵に売却したが、その後もコンラッド・ブラックの買収までは、スレイとバーナムの一族が経営に関わっていた。
1908年、同紙に掲載されたヴィルヘルム2世の発言記録を巡って（デイリー・テレグラフ事件）、イギリスとドイツの関係が悪化。第一次世界大戦に繋がる世界的緊張を増幅させた。
1937年、伝統的に保守的立場をとり引退将校を主な読者として持つ『モーニングポスト』を吸収合併する。当初、カムローズ卿は『モーニングポスト』と『デイリー・テレグラフ』の2紙併売を目指して買収したが、『モーニングポスト』の少ない発行部数のため2紙は合併する。その後、改題して『モーニングポスト・アンド・デイリー・テレグラフ』になるが、数年後現在の題字に戻る。
『タイムズ』のタブロイドサイズ版発行に対して追随するかについては様々な臆測があるが、公式には否定している。
2016年のイギリスの欧州連合離脱是非を問う国民投票では離脱賛成の立場を取った。
2023年11月、アラブ首長国連邦（UAE）とアメリカ合衆国合弁による投資会社が買収することで『デイリー・テレグラフ』の経営陣と合意した。買収額は6億ポンド（約1130億円）としている。しかし、この投資会社はUAEの副大統領兼副首相で、プレミアリーグのマンチェスター・シティーオーナーでもあるマンスールが株式の大半を保有しており、イギリス議会では与野党から「報道の自由を売りに出してはいけない」などと反対の声が上がっている。